# Agrochola nigrorubida
Agrochola nigrorubida là một loài bướm đêm trong họ Noctuidae.